# Mertz Károly
Mertz Károly (Nagyvárad, 1903. augusztus 5. – Temesvár, 1976. november 21.) magyar piarista szerzetes, pedagógus, pedagógiai szakíró.

## Életútja, munkássága
Középiskolát szülővárosa premontrei főgimnáziumában végzett, mint piarista papnövendék egyidejűleg az I. Ferdinánd Egyetemen magyar, román és történelem szakos tanári diplomát szerzett. 1927-től a temesvári Piarista Líceum tanára, a kegyesrendiek rendházának főnöke, a felekezeti iskolák államosítása (1948) után a temesvári tanítóképző, a Magyar Vegyes Líceum, végül a C. Diaconovici Loga Líceum magyar nyelv és irodalom tanára nyugdíjba vonulásáig (1958–63). Az Arany János Társaságnak egy időben főtitkára, a Jóbarát szerkesztője és kiadója (1937–38). A neveléstudomány oktatáselméletével és módszertanával foglalkozott. Esztétikai és irodalomtörténeti cikkeit a Temesvári Hírlap, Déli Hírlap, Erdélyi Lapok és Erdélyi Tudósító közölte.